# Каджар (Шемахинская губерния)
Каджар — бывшее село в Шемахинской губернии. Располагалось примерно в 5 км к северо-востоку от города Ахсу.

## История
По данным «Кавказского календаря» на 1856 год село Каджар населяли армяне, которые являлись последователями армянской церкви и между собой говорили по-армянски. На карте 1834 года отмечено, как Каджав.